# Gregorio Ugdulena
Gregorio Ugdulena (Termini Imerese, 20 aprile 1815 – Roma, 7 giugno 1872) è stato un presbitero, orientalista e politico italiano. Ricoprì l'incarico di ministro dell'istruzione pubblica e del culto durante il periodo della dittatura di Garibaldi in Sicilia e fu deputato del Regno d'Italia.

## Biografia

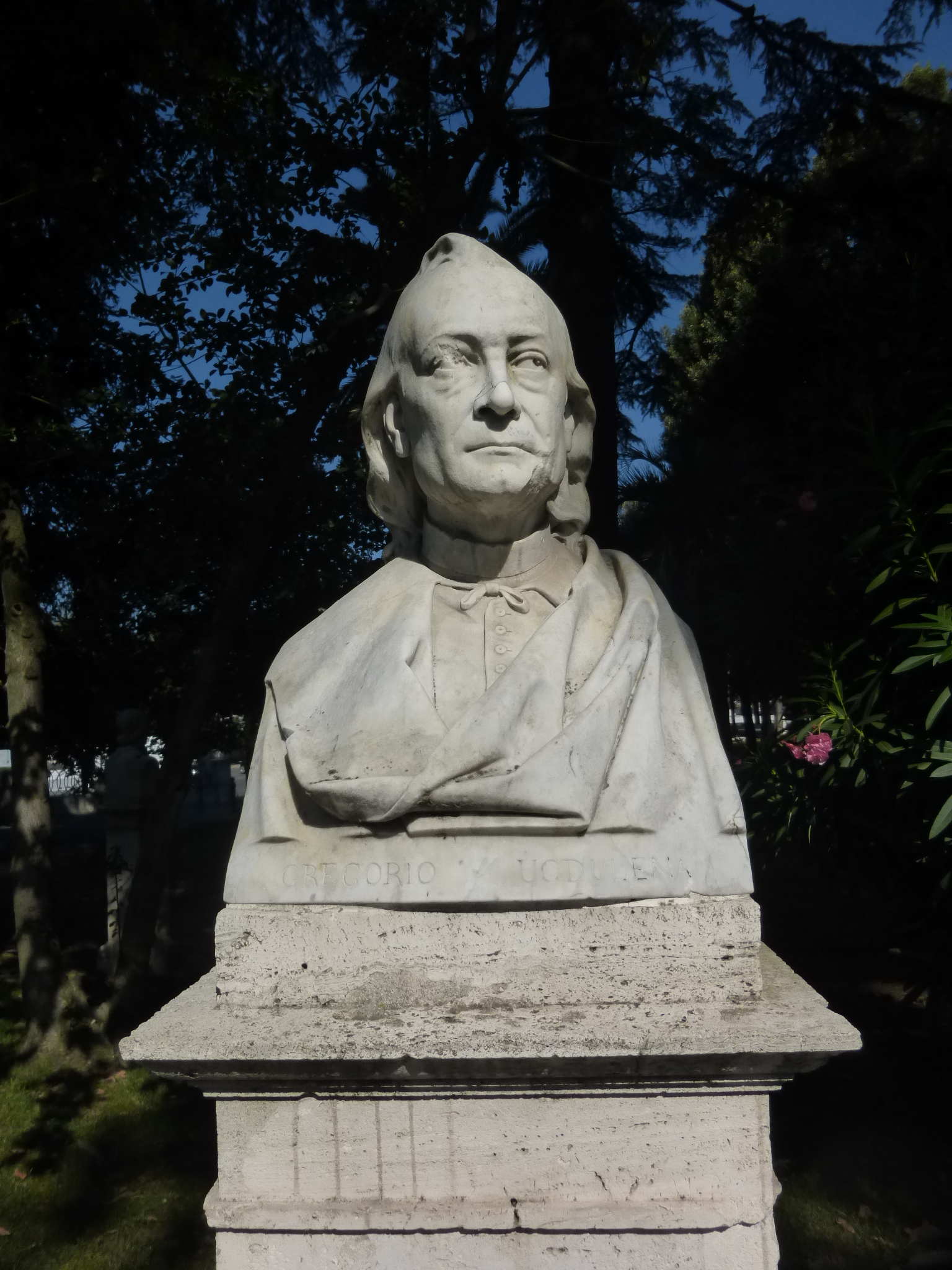
Busto al Gianicolo

Gregorio Ugdulena, battezzato Onofrio Gregorio Mariano Carmelo Simone Filippo Neri Salvatore, nacque a Termini Imerese da don Antonio Ugdulena e Rosalia Scolaro. Laureatosi in Teologia e Diritto canonico presso l'Università di Palermo e divenuto sacerdote, fu docente di ebraico e sacra scrittura presso lo stesso ateneo dal 1843 al 1848, di greco presso l'Istituto di studi superiori di Firenze dal 1865 al 1870 e di greco ed ebraico all'Università di Roma. 
A causa delle sue idee antiborboniche e della sua partecipazione alla rivoluzione siciliana del 1848, fu destituito dagli incarichi tra il 1850 ed il 1856 e confinato in varie località della Sicilia, tra cui l'isola di Favignana.
Dopo lo sbarco dei Mille del 1860 ricoprì l'incarico di ministro dell'istruzione pubblica e del culto nel primo e nell'ultimo governo garibaldini. Successivamente fu deputato del Regno d'Italia nella VIII, X, XI legislatura. Morì a Roma nel 1872. 
È sepolto nel cimitero di Termini Imerese sotto un monumento realizzato dallo scultore Benedetto Civiletti e dall'ingegnere Angelo Coppola.
La sua opera più nota è "La Sacra Scrittura in volgare riscontrata con gli originali e illustrata" (2 voll., 1859).

## Riconoscimenti
Il suo busto, opera di Benedetto Civiletti, è presente sul colle del Gianicolo, a Roma, assieme agli altri busti dei patrioti.
Un monumento con busto, opera dello scultore Francesco Crocivera, è stato posto nel 1911 nella Villa Palmeri di Termini Imerese, per iniziativa del giornale locale La Nuova Imera.